# گریت برکستد
گریت برکستد (به انگلیسی: Great Braxted) یک روستا و محله مدنی در بریتانیا است که در مالدون واقع شده‌است. گریت برکستد ۱۳۰ نفر جمعیت دارد.